# Белиця (місто)
Белиця (болг. Белица) — місто у Болгарії. Розташоване у Благоєвградській області, адміністративний центр громади Белиця. Населення — 3334 особи.

## Визначні місця
- Неподалік за 12 км розташований парк танцюючих ведмедів.
- Курортний комплекс «Семково» розташований за 16 км від міста на північ

## Карти
- bgmaps.com[недоступне посилання з червня 2019]
- emaps.bg[недоступне посилання з лютого 2019]
- Google